# Phan Mạnh Quỳnh
Phan Mạnh Quỳnh (sinh ngày 10 tháng 1 năm 1990) là một nam ca sĩ kiêm sáng tác nhạc người Việt Nam. Anh giành được một đề cử Cống hiến cho bài "Huyền thoại" năm 2019. Vào đầu năm 2020, anh nhận được 2 giải thưởng Làn Sóng Xanh 2019 tại các hạng mục "Ca khúc Nhạc phim được yêu thích nhất" và "Top 10 Ca khúc được yêu thích nhất" với sáng tác "Có chàng trai viết lên cây". Tháng 3 năm 2020, anh nhận được giải thưởng Cống hiến với hạng mục Nhạc sĩ của năm.
Phan Mạnh Quỳnh trở nên nổi tiếng qua ca khúc "Vợ người ta", bài hát sở hữu hơn 100 triệu lượt xem trên kênh YouTube và là từ khóa được tìm kiếm nhiều nhất tại Việt Nam năm 2015, theo thống kê của Google. Năm 2016, anh tạo bước ngoặt khi tham dự chương trình Bài hát hay nhất mùa 1. Anh còn được biết đến với vai trò là một nhạc sĩ cộng tác thành công với Mỹ Tâm, Bùi Lan Hương, Hà Anh Tuấn và Phạm Quỳnh Anh.
Cuối năm 2020, Phan Mạnh Quỳnh đạt giải "Nhạc sĩ của năm" tại Giải thưởng Âm nhạc Cống hiến lần thứ 15, tổ chức trực tuyến tại Hà Nội.

## Cuộc đời và sự nghiệp
Phan Mạnh Quỳnh sinh ra và lớn lên ở xóm Xuân Bắc, xã Diễn Vạn, huyện Diễn Châu, tỉnh Nghệ An trong một gia đình Công giáo thuộc giáo xứ Vạn Phần, giáo hạt Đông Tháp, giáo phận Vinh với tên thánh là Antôn. Từ nhỏ, Phan Mạnh Quỳnh có đam mê sáng tác nhạc. Từ khi học lớp 9, Phan Mạnh Quỳnh đã tập viết nhạc, cùng với việc tự học nhạc lí tại nhà thờ, nhưng đến lớp 12 mới có sáng tác hoàn chỉnh. Năm 2009, Phan Mạnh Quỳnh đỗ Trường Đại học Công nghiệp Thành phố Hồ Chí Minh và vào Thành phố Hồ Chí Minh để học tập. Anh bỏ dở việc học đại học để theo đuổi đam mê, dù ban đầu bị gia đình phản đối nhưng trước đam mê quá mãnh liệt của anh, gia đình đành ưng thuận và động viên anh.
Năm 2009, Phan Mạnh Quỳnh tham gia hoạt động nghệ thuật với tư cách là một nhạc sĩ. Năm 2013, anh tham gia chương trình Bài hát Việt tháng 10 với ca khúc "Ai cũng có ngày xưa" nhưng không đoạt giải. Năm 2014, anh quay trở lại với Bài hát Việt tháng 5 và tháng 9 với 2 ca khúc lần lượt là "Bước qua thế giới" và "Trong ánh mặt trời", lần này ca khúc "Bước qua thế giới" của Anh đoạt giải "Bài hát ấn tượng" do khán giả bình chọn.
Anh là tác giả của nhiều ca khúc hit như Người yêu cũ (Khởi My), Nơi ấy con tìm về (Hồ Quang Hiếu), Mình từng yêu nhau (Miu Lê), Bước qua thế giới (Ưng Hoàng Phúc), Khóc trong mưa (Ngô Kiến Huy), Cứ ngỡ là mơ (Hải Băng), Anh nhớ mùa đông ấy (The Men), Xa kỷ niệm (Quang Vinh), Yêu nhau bao lâu (Đan Trường), Làm gì để quay trở lại (Phan Đinh Tùng). Dù vậy anh vẫn chưa được công chúng biết đến nhiều.
Tháng 9 năm 2015, Phan Mạnh Quỳnh phát hành album Vợ người ta và thành công lớn với ca khúc chủ đề cùng tên đã trở thành một hiện tượng trong năm 2015. Ca khúc "Vợ người ta" đã lập kỷ lục đạt 6 triệu lượt nghe chỉ sau 2 tuần phát hành (chỉ tính riêng trên một trang nhạc trực tuyến), đứng Top 5 cho ba hạng mục giải thưởng của Zing Music Awards: Ca khúc của năm, Album của năm và Music Video của năm. Tính đến tháng 12 năm 2015, "Vợ người ta" đã cán mốc 100 triệu lượt nghe và 32 triệu lượt xem trên kênh âm nhạc trực tuyến. Ca khúc Vợ người ta được ca sĩ trình bày lại trong tập 7, chương trình Hội ngộ danh hài năm 2016. Năm 2016, Phan Mạnh Quỳnh đã sáng tác và biểu diễn bài hát mới "Hồi Ức" trong chương trình Sing My Song (Bài hát hay nhất) Tập 7, tuy nhiên khi được phỏng vấn, anh nói: "Tôi cân nhắc nhiều chứ. Tuổi thanh xuân sắp hết rồi, tôi muốn tranh thủ những ngày còn trẻ trung này để sáng tác những bài hát không quá buồn bã như trong thời gian qua, hoặc, có thể đó vẫn là bài hát buồn nhưng năng lượng sẽ nhiều hơn, như một cách tự thúc đẩy bản thân mình hơn. Rồi sau đó, có thể là từ khoảng 4-5 năm sau, tôi sẽ quay lại âm nhạc buồn như bây giờ với một sự sâu lắng hơn".
Năm 2018, Phan Mạnh Quỳnh kết hợp với nữ ca sĩ Bùi Lan Hương cho ra đời bản hit "Ngày chưa giông bão", được xem là bài hát cột mốc trong phát triển sự nghiệp của cả Quỳnh và Hương. Bài hát cũng được sử dụng là một trong hai ca khúc chủ đề của bộ phim "Người bất tử" bên cạnh bài Hồi ức cũng của Quỳnh sáng tác và thể hiện. Năm 2019, anh xuất hiện là ca sĩ chính bên cạnh Bùi Lan Hương (khách mời) trong chương trình live concert streaming Music Home số 3.
Năm 2019, bài hát Có chàng trai viết lên cây do anh sáng tác và biểu diễn trong vòng chung kết cuộc thi Sing My Song (Việt Nam) được đạo diễn Victor Vũ chọn làm nhạc phim cho bộ phim Mắt biếc được chuyển thể từ truyện ngắn cùng tên của nhà văn Nguyễn Nhật Ánh. Anh cũng sáng tác 3 ca khúc khác trong bộ phim: Từ đó, Tôi chỉ muốn nói và Hà Lan. Các bài hát của anh trong phim đều gây tiếng vang và có lượt truy cập nghe rất lớn.
Ngày 8 tháng 8 năm 2021, Phan Mạnh Quỳnh ra mắt MV Gặp gỡ, yêu đương và được bên em. Ca khúc do chính anh viết tặng vợ mình là Khánh Vy. MV được thực hiện đơn giản. Trong đó, Phan Mạnh Quỳnh chơi đàn piano và hát. Khánh Vy cũng xuất hiện trong MV cùng chồng.
Ngày 14 tháng 2 năm 2024, ra mắt ca khúc nhạc phim Mai với bản audio lyrics là Sau lời từ khước.
Ngày 11 tháng 10 năm 2024, ra mắt ca khúc nhạc phim Ngày Xưa Có Một Chuyện Tình với bản MV lyrics là Có Một Chuyện Tình.
Ngày 22 tháng 11 năm 2024, ra mắt album CineLove.
Ngày 4 tháng 1 năm 2025, Phan Mạnh Quỳnh tổ chức concert đầu tiên của anh có tên "Chuyến tàu mùa đông" tại Nhà thi đấu Nguyễn Du.

## Đời tư
Ngày 2 tháng 4 năm 2021, Phan Mạnh Quỳnh xác nhận anh chuẩn bị tổ chức hôn lễ với Huỳnh Khánh Vy. Cả hai đã có 6 năm yêu nhau trước khi quyết định kết hôn.  Đám cưới của Phan Mạnh Quỳnh và Khánh Vy được tổ chức tại Nghệ An (quê của Phan Mạnh Quỳnh) vào ngày 16 và 17 tháng 4 năm 2021. Sau đám cưới, anh chuyển về Nha Trang sinh sống.

## Album phòng thu
- Người yêu cũ (2013)
- Anh ghét làm bạn em (2013)
- Không quan trọng (2013)
- Mất hy vọng (2014)
- Vợ người ta (2015)
- Khi người mình yêu khóc (2016)
- Tri kỷ (2016)
- CineLove (2024)

## Danh sách sáng tác, bài hát thu âm

### Về chủ đề tình yêu
1. Ai mang em trở lại (Hồ Gia Khánh)
2. An (Hà Anh Tuấn)
3. Anh chưa từng biết (Mỹ Tâm)
4. Anh ghét làm bạn em
5. Anh hết cô đơn (Huỳnh Nhật Long)
6. Anh nhớ mùa đông ấy (The Men)
7. Anh nói em nghe đi (Hoàng Yến Chibi)
8. Anh sẽ yêu người ấy hơn em
9. Anh thế giới và em (Hương Tràm)
10. Bài ca cho tình yêu (thánh ca)
11. Bóng tối không em
12. Buông tay lặng im (Ưng Hoàng Phúc)
13. Bởi vì em vội vàng
14. Cảm giác còn lại (Hoàng Châu)
15. Chỉ có thể là anh (Bảo Anh)
16. Con tim tan vỡ
17. Có chàng trai viết lên cây
18. Có một chuyện tình
19. Có một nơi như thế
20. Cô gái và cây dương cầm (Hà Anh Tuấn)
21. Cô gái Việt Nam (Khả Ngân)
22. Chẳng bao giờ em hối tiếc (Tim)
23. Chưa có người yêu
24. Chuyện buồn (Mỹ Tâm)
25. Chuyến xe (Orange)
26. CineLove
27. Cuộc gọi
28. Dalanta
29. Dịu dàng khi ta có nhau (The Men)
30. Dù ở nơi đâu (Lê Bảo Bình)
31. Dù quá khứ thay đổi (Lý Hải)
32. Dứt áo ra đi (Khánh Phương)
33. Đa đoan
34. Đại dương
35. Đèn trời
36. Để mọi thứ qua đi (Ưng Hoàng Phúc)
37. Điều anh muốn biết (Lê Bảo Bình)
38. Điều đó không dễ dàng (Địa Hải)
39. Điều lặng thầm trong anh (Lý Hải)
40. Đi tìm chân ái
41. Đưa anh về
42. Đưa em đi (Ưng Hoàng Phúc)
43. Em đã lãng quên (Tùy Phong)
44. Gặp gỡ, yêu đương và được bên em
45. Góc khuất sau hạnh phúc - Em chưa từng biết (Hồ Quang Hiếu)
46. Giá như trên đời chỉ cần tình yêu (Cao Thái Sơn)
47. Giấc mơ mang em đi (St: Phan Hoàng Tâm)
48. Hà Lan
49. Hạnh phúc nơi em (Trịnh Thiên Ân)
50. Hãy ra khỏi người đó đi
51. Hạnh phúc chia đôi (The Men)
52. Hẹn ước từ hư vô (Mỹ Tâm)
53. Khi lòng ta hiểu
54. Khi người mình yêu khóc
55. Khi phải quên đi
56. Khi ta yêu (Mỹ Tâm)
57. Khóc trong mưa (Ngô Kiến Huy) (Trịnh Thiên Ân)
58. Không quan trọng
59. Không thuộc về ai (Alba Diệu Vân)
60. Không phải yêu (Hứa Thanh Dung)
61. Làm gì để quay trở lại (Phan Đinh Tùng)
62. Làm sao giữ
63. Lạc lối (The Men)
64. Lời hẹn
65. Lời từ trái tim anh
66. Mất hy vọng
67. Mình từng yêu nhau (Miu Lê), (Quang Vinh)
68. Mơ ngày xa xôi (Oanh Tiny)
69. Muốn hóa thành cơn gió (Hồ Quang Hiếu)
70. Muốn quên một người (The Men)
71. Ngày ấy đâu rồi (St: Từ Huy)
72. Ngày chưa giông bão (Bùi Lan Hương)
73. Nếu em muốn (Lý Hải)
74. Nghĩ lại
75. Người khác
76. Người yêu cũ (Khởi My)
77. Nhạt
78. Những ngày không bên nhau
79. Nơi em chỉ là (Hứa Thanh Dung)
80. Phải chăng là muộn màng (Hồ Quang Hiếu)
81. Qua đi lặng lẽ (Hồ Quang Hiếu)
82. Quay về nơi bắt đầu (Trần Tuấn Lương)
83. Rẽ lối (Cao Thái Sơn)
84. Riêng Tư (Hồ Quang Hiếu)
85. Sau lời từ khước (OST Mai)
86. Sống cho yêu thương (Phan Đinh Tùng ft. Hồng Ngọc) (Phan Mạnh Quỳnh viết lời, Phan Đinh Tùng và Hồng Ngọc viết nhạc)
87. Tháng tư là lời nói dối của em (St: Phạm Toàn Thắng) ft. Mỹ Tiên
88. Thật may cho anh
89. Thiên đường mình anh vẽ (Hồ Quang Hiếu)
90. Thương Em (Hà Anh Tuấn)
91. Tìm (St: Khắc Hưng)
92. Tình nhớ (St: Trịnh Công Sơn) (OST Em và Trịnh)
93. Tình yêu giữa mùa đông
94. Tình yêu mùa giáng sinh
95. Tôi chỉ muốn nói
96. Tôi muốn quên em
97. Tri kỷ
98. Trong ánh mặt trời (Oanh Tiny)
99. Từ đó
100. Tự dưng
101. Vì em không hiểu
102. Vô tâm (Hồ Quang Hiếu)
103. Vợ người ta
104. Vơi dần (Vũ Khánh Dương)
105. Với em anh là ai (Phùng Ngọc Huy)
106. Xa kỷ niệm (Quang Vinh)
107. Xa là hết vui
108. Xuân thì (Hà Anh Tuấn)
109. Xem nhau là dĩ vãng
110. Yêu nhau bao lâu (Đan Trường)
111. Yêu nhau nửa ngày
112. Yêu thôi, đừng nói mãi mãi
113. Yêu anh nhé

### Về các chủ đề khác
1. Ai cũng có ngày xưa (Mỹ Linh)
2. Ba kể con nghe (St: Nguyễn Hải Phong)
3. Biết ơn vì đang ở lại
4. Bước qua thế giới (Ưng Hoàng Phúc)
5. Cá tháng tư, thật thật đùa đùa ft. Trấn Thành (quảng cáo Mirinda)
6. Cả nước không ưa em (chống dịch COVID-19)
7. Cuộc đời mới
8. Cảm thấu (Ưng Hoàng Phúc)
9. Câu chuyện đêm
10. Đàn ông không nói × Karik
11. Đóa hoa Têrêsa
12. Đợi chờ đừng cáu ft. Hoàng Thuỳ Linh
13. Đưa con đi
14. Đứng dậy dời núi
15. Giáng sinh không nhà (Hồ Quang Hiếu)
16. Hãy cho chúng tôi thấy
17. Hoa mặt trời
18. Hồi ức
19. Huyền thoại
20. Hãy tha thứ nếu có thể
21. Miền gian khổ
22. Nắng mùa hạ
23. Nghĩ trước bước sau × Joke D × IOM
24. Ngọt ngào ở ngày mai (Mỹ Tâm × Suboi)
25. Nhạc xưa
26. Nơi ấy con tìm về (Hồ Quang Hiếu)
27. Nơi dành cho các thiên thần
28. Nước ngoài
29. Sao cha không (OST Bố Già)
30. Tết về sớm nhé (Đi để trở về 4)
31. Từ bàn tay này
32. Tự kỷ
33. Về (Đi để trở về 6)
34. Vườn nhà
35. Xuân nhân ái
36. Yêu thương tiếp nối (Mỹ Tâm)

## Diễn xuất
| Năm  | Video                                                                       | Vai                  | Cùng với                                                                                                   |
| ---- | --------------------------------------------------------------------------- | -------------------- | --- |
| 2014 | Phim ngắn: Tự cmm kỷ                                                        | Thằng Tiêm           | Pé Na Na, Nhok Bin, Yori Lê, Pé Su, Hoàng Tâm, Gia Đạt, Thiên Bình, Vũ Vui Vẻ, PéDzòi Nguyên, Treiman Phạm |
| 2015 | [Mì Gõ Đặc Biệt] Xin Lỗi!Anh Chỉ Là Thằng Bán Nhang - Parody MV Vợ người ta | Nguyễn Văn Chuối Hột | Trang Phi, Pom, DJ Na, Christina, Uyên Betty, DJ Kim Anh, Pinky Bảo Trân, Linda,...                        |

## Giải thưởng
| Năm  | Giải thưởng       | Hạng mục                                           | Đề cử cho                    | Kết quả   | Chú thích |
| ---- | ----------------- | -------------------------------------------------- | ---------------------------- | --------- | --------- |
| 2015 | Zing Music Awards | Ca khúc của năm                                    | "Vợ người ta"                | Đề cử     |           |
| 2015 | Zing Music Awards | Music Video của năm                                | "Vợ người ta"                | Đề cử     |           |
| 2015 | Zing Music Awards | Ca khúc Soul/R&B được yêu thích nhất               | "Vợ người ta"                | Đoạt giải | [ 15 ]    |
| 2015 | Zing Music Awards | Ca khúc được chia sẻ nhiều nhất cộng đồng mạng     | "Vợ người ta"                | Đoạt giải | [ 15 ]    |
| 2015 | Zing Music Awards | Album đứng đầu nhiều tuần nhất trong bảng xếp hạng | "Vợ người ta"                | Đề cử     |           |
| 2015 | Vietnam Top Hits  | Top năm ca khúc của năm                            | "Vợ người ta"                | Đoạt giải | [ 16 ]    |
| 2015 | Vietnam Top Hits  | Hiện tượng âm nhạc 2015                            | "Vợ người ta"                | Đoạt giải | [ 16 ]    |
| 2016 | Zing Music Awards | Ca khúc Dance/ Electronic được yêu thích           | Hãy ra khỏi người đó đi      | Đề cử     |           |
| 2016 | Zing Music Awards | Nam ca sĩ được yêu thích                           | Bản thân                     | Đề cử     |           |
| 2019 | Cống hiến         | Bài hát của năm                                    | "Huyền thoại"                | Đề cử     | [ 17 ]    |
| 2019 | Làn sóng xanh     | Ca khúc Nhạc phim được yêu thích nhất              | "Có chàng trai viết lên cây" | Đoạt giải |           |
| 2019 | Làn sóng xanh     | Ca khúc Nhạc phim được yêu thích nhất              | "Từ đó"                      | Đề cử     |           |
| 2019 | Làn sóng xanh     | Ca khúc Nhạc phim được yêu thích nhất              | "Ngày chưa giông bão"        | Đề cử     |           |
| 2019 | Làn sóng xanh     | Top 10 Ca khúc được yêu thích nhất                 | "Có chàng trai viết lên cây" | Đoạt giải |           |
| 2019 | Làn sóng xanh     | Ca khúc của năm                                    | "Có chàng trai viết lên cây" | Đề cử     |           |
| 2020 | Cống hiến         | Bài hát của năm                                    | "Nhạt"                       | Đề cử     |           |
| 2020 | Cống hiến         | Nhạc sĩ của năm                                    | Bản thân                     | Đoạt giải |           |